# George Neville, Duque de Bedford
George Neville, Duque de Bedford (1465 – 4 de maio de 1483) foi um nobre inglês, descendente da Casa de Neville. Ao nascer, ele provavelmente era herdeiro de uma grande riqueza, mas devido ao fracasso político de seu pai e tio, ele herdou muito pouco.
Ele era filho de João Neville, Conde de Northumberland (e mais tarde Marquês de Montagu) e sobrinho de Ricardo Neville, 16.º Conde de Warwick. A mãe de George era Isobel Ingoldsthorpe, filha única e herdeira de Sir Edmund Ingoldsthorpe e Joan Tiptoft.
Ao nascer, Jorge era o provável ou possível herdeiro de uma propriedade considerável. As mais definidas eram a propriedade do condado de seu pai, as propriedades de Ingoldsthorpe de sua mãe e a herança mais modesta de seus pais. Os dois últimos eram suficientes por si só para sustentar um barão. Ele também era herdeiro presuntivo (depois de seu pai) das propriedades Neville de seu tio Warwick. Elas eram herdadas por herdeiros do sexo masculino e o conde tinha apenas filhas. Por fim, George provavelmente herdaria (depois de sua mãe e avó) um terço da propriedade de Tiptoft, detida por seu tio-avô sem filhos, John Tiptoft, 1.º Conde de Worcester, cuja irmã e herdeira Joan era avó materna de George. Essas heranças, juntas, renderiam cerca de 4.000 libras por ano, comparável à renda anual de 4.500 libras do Duque de Clarence, irmão do rei e o maior magnata da época.
Jorge Neville foi feito Duque de Bedford em 1470, como futuro marido de Isabel de Iorque. O título permaneceu sem uso desde que João de Lencastre, Duque de Bedford, morreu em 14 de setembro de 1435.   No entanto, seu pai e seu tio Warwick se rebelaram contra o rei Eduardo IV no ano seguinte e foram mortos em batalha. Nenhum ato de proscrição foi aprovado contra eles, mas George não recebeu nenhuma herança deles ou de seus ancestrais maternos. Um ato do Parlamento em 1475 deu a herança de Neville no norte da Inglaterra a Ricardo, Duque de Gloucester, marido de uma das filhas de Warwick.  George tinha metade dos interesses nas propriedades de seu avô materno, Sir Edmund Ingoldsthorpe, e de sua avó materna, Joan Tiptoft. 
Pouco antes de atingir a maioridade, em 1478, foi-lhe negado o título de duque por ato do Parlamento, aparentemente por falta de dinheiro para manter o estilo de duque.  O título foi posteriormente dado ao infante Jorge de York, o terceiro filho de Eduardo IV.